# Numancia (1864)

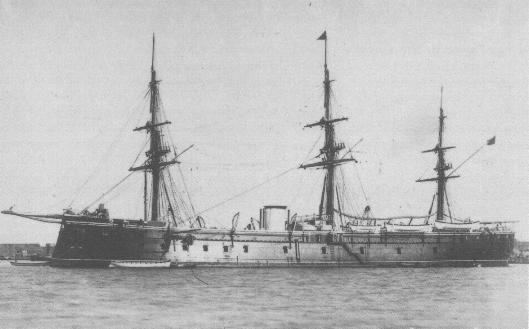
«Нумансія»

Numancia був броненосним фрегатом, купленим у Франції у 1860-х роках. Названий на честь облоги Нумантії, жителі якої чинили потужний опір римській експансії на Піренейський півострів.

## Історія служби

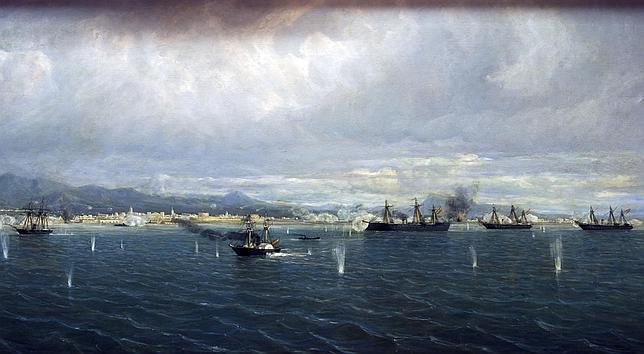
Картина Рафаєля Монлеона «Битва при Кальяо», що зображає епізод Іспано-південно-американської війни. «Нумансія» у центрі полотна.

Це був перший броненосець ВМС Іспанії, а також перший броненосець, що здійснив навколосвітню подорож. Застосовувався у Іспано-південноамериканській війні та Кантональному повстанні 1873—1874 років.
20 жовтня 1873 року, під час Кантонального повстання, «Нумансія» зіткнувся з канонерським човном ВМС Іспанії Фернандо ель-Католіко біля узбережжя Іспанії, потопивши його.
У листопаді 1902 року броненосець прибув у Сеуту захищати іспанських громадян у Марокко під час заворушень.
Під час буксирування до місця утилізації в Більбао, корабель викинуло на берег під час бурі на шляху з Кадісу. Згодом його розібрали на місці, в Сезімбрі.